# Museo del Deporte Santafesino
El Museo del Deporte Santafesino se ubica en la ciudad de Rosario (Argentina), en Avenida Ayacucho al 4800 entre Lamadrid, Las Heras y pasaje Juárez, dentro del predio del Ex Batallón de Comunicaciones 121, actual Parque Héroes de Malvinas.
El edificio está ubicado a muy pocas cuadras de la casa natal de Lionel Messi, lo que es todo un símbolo de este lugar.

## Historia
El museo fue inaugurado el 7 de septiembre de 2019 con el apoyo de la Intendencia municipal de Rosario y el Gobierno de Santa Fe.
El objetivo de este museo es el de homenajear a los atletas santafesinos que hicieron historia en las diferentes disciplinas.

## Objetos exhibidos en el museo
Se desarrolla en un edificio emplazado en el interior del parque Héroes de Malvinas, en cuatro niveles.

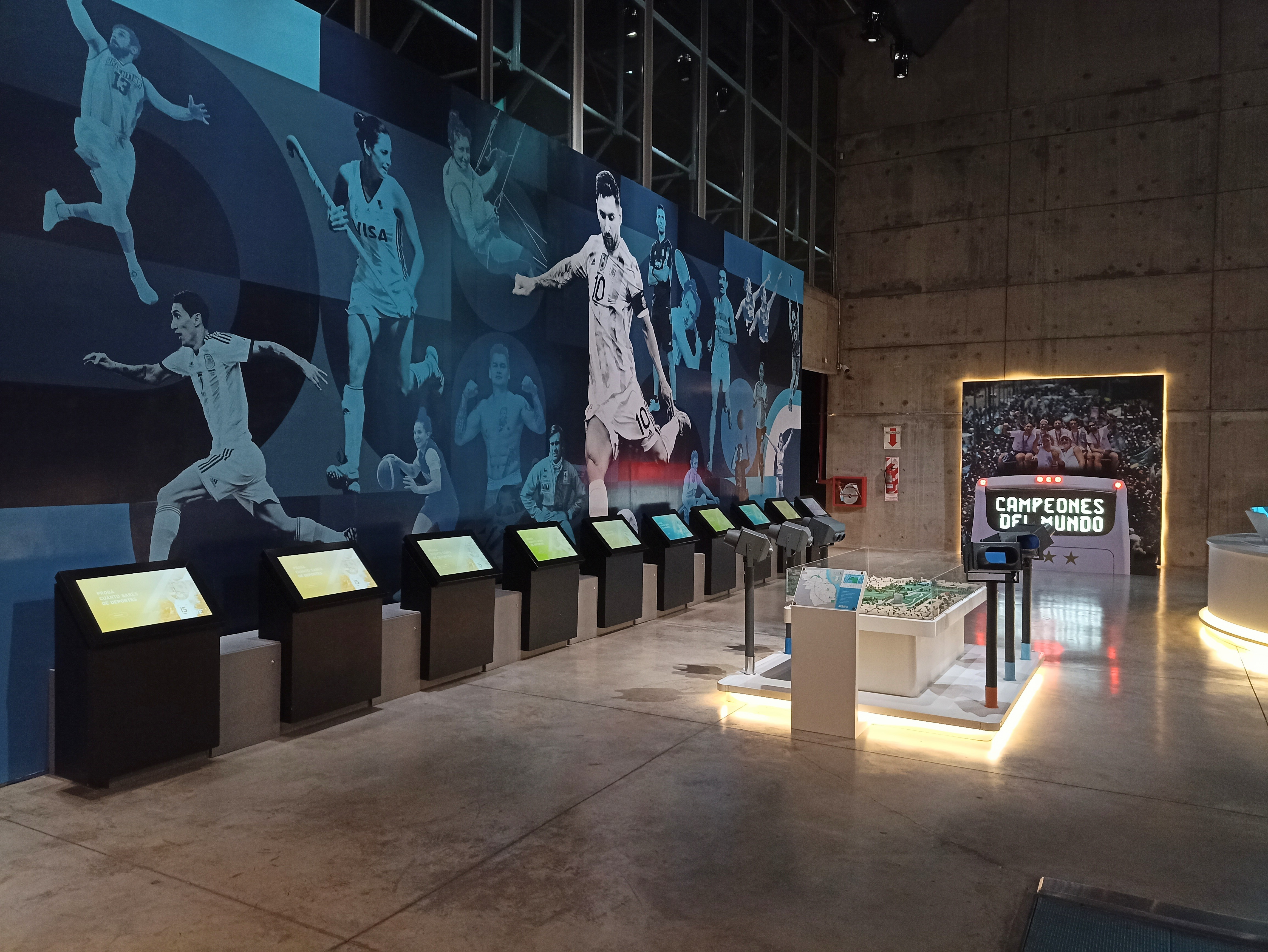
Espacio Messi

Los espacios de exhibición se dividen en: Los juegos, incluyendo en este concepto a los Juegos Olímpicos, Panamericanos, Sudamericanos (Odesur), Paralímpicos y Olímpicos de la Juventud. También se exhiben atletismo, vóley, tenis, boxeo y fútbol.
En el segundo nivel se encuentran las áreas de automovilismo, hockey, rugby, básquet, deportes acuáticos y náuticos y santafesinos destacados, que incluye un pormenorizado detalle de diversos deportes practicados en la provincia. Por último, la terraza con similar superficie que los distintos niveles se destina para actividades culturales al aire libre con una vista única del parque y la ciudad.
Los objetos expuestos incluyen fotografías, trofeos, copas, camisetas y documentos que expresan la historia deportiva de la provincia de Santa Fe.